# Als ik je weer zie
Als ik je weer zie is een Nederlands nummer van zangers Thomas Acda, Paul de Munnik, Maan en Typhoon. Het nummer werd uitgebracht op 14 januari 2021 en diende als themalied van de 23e editie van De Vrienden van Amstel LIVE!.
Het nummer behaalde diverse hitlijsten waaronder de vijfde plek in de Nederlandse Single Top 100, de zesde plek in de Nederlandse Top 40 en was een tip in de Vlaamse Ultratop 50. De single heeft in Nederland de dubbel platina status.

## Hitnoteringen

### Nederlandse Top 40
| Hitnotering: 23-01-2021 t/m 08-05-2021 | Hitnotering: 23-01-2021 t/m 08-05-2021 | Hitnotering: 23-01-2021 t/m 08-05-2021 | Hitnotering: 23-01-2021 t/m 08-05-2021 | Hitnotering: 23-01-2021 t/m 08-05-2021 | Hitnotering: 23-01-2021 t/m 08-05-2021 | Hitnotering: 23-01-2021 t/m 08-05-2021 | Hitnotering: 23-01-2021 t/m 08-05-2021 | Hitnotering: 23-01-2021 t/m 08-05-2021 | Hitnotering: 23-01-2021 t/m 08-05-2021 | Hitnotering: 23-01-2021 t/m 08-05-2021 | Hitnotering: 23-01-2021 t/m 08-05-2021 | Hitnotering: 23-01-2021 t/m 08-05-2021 | Hitnotering: 23-01-2021 t/m 08-05-2021 | Hitnotering: 23-01-2021 t/m 08-05-2021 | Hitnotering: 23-01-2021 t/m 08-05-2021 | Hitnotering: 23-01-2021 t/m 08-05-2021 | Hitnotering: 23-01-2021 t/m 08-05-2021 |
| Week:                                  | 1                                      | 2                                      | 3                                      | 4                                      | 5                                      | 6                                      | 7                                      | 8                                      | 9                                      | 10                                     | 11                                     | 12                                     | 13                                     | 14                                     | 15                                     | 16                                     |                                        |
| -------------------------------------- | -------------------------------------- | -------------------------------------- | -------------------------------------- | -------------------------------------- | -------------------------------------- | -------------------------------------- | -------------------------------------- | -------------------------------------- | -------------------------------------- | -------------------------------------- | -------------------------------------- | -------------------------------------- | -------------------------------------- | -------------------------------------- | -------------------------------------- | -------------------------------------- | -------------------------------------- |
| Positie:                               | 25                                     | 13                                     | 8                                      | 7                                      | 7                                      | 7                                      | 6                                      | 10                                     | 12                                     | 20                                     | 21                                     | 21                                     | 25                                     | 27                                     | 32                                     | 40                                     | uit                                    |

### NederlandseSingle Top 100
| Hitnotering (week 1 t/m 32): 23-01-2021 t/m 28-08-2021 Hitnotering (week 33): 15-01-2022 | Hitnotering (week 1 t/m 32): 23-01-2021 t/m 28-08-2021 Hitnotering (week 33): 15-01-2022 | Hitnotering (week 1 t/m 32): 23-01-2021 t/m 28-08-2021 Hitnotering (week 33): 15-01-2022 | Hitnotering (week 1 t/m 32): 23-01-2021 t/m 28-08-2021 Hitnotering (week 33): 15-01-2022 | Hitnotering (week 1 t/m 32): 23-01-2021 t/m 28-08-2021 Hitnotering (week 33): 15-01-2022 | Hitnotering (week 1 t/m 32): 23-01-2021 t/m 28-08-2021 Hitnotering (week 33): 15-01-2022 | Hitnotering (week 1 t/m 32): 23-01-2021 t/m 28-08-2021 Hitnotering (week 33): 15-01-2022 | Hitnotering (week 1 t/m 32): 23-01-2021 t/m 28-08-2021 Hitnotering (week 33): 15-01-2022 | Hitnotering (week 1 t/m 32): 23-01-2021 t/m 28-08-2021 Hitnotering (week 33): 15-01-2022 | Hitnotering (week 1 t/m 32): 23-01-2021 t/m 28-08-2021 Hitnotering (week 33): 15-01-2022 | Hitnotering (week 1 t/m 32): 23-01-2021 t/m 28-08-2021 Hitnotering (week 33): 15-01-2022 | Hitnotering (week 1 t/m 32): 23-01-2021 t/m 28-08-2021 Hitnotering (week 33): 15-01-2022 | Hitnotering (week 1 t/m 32): 23-01-2021 t/m 28-08-2021 Hitnotering (week 33): 15-01-2022 | Hitnotering (week 1 t/m 32): 23-01-2021 t/m 28-08-2021 Hitnotering (week 33): 15-01-2022 | Hitnotering (week 1 t/m 32): 23-01-2021 t/m 28-08-2021 Hitnotering (week 33): 15-01-2022 | Hitnotering (week 1 t/m 32): 23-01-2021 t/m 28-08-2021 Hitnotering (week 33): 15-01-2022 | Hitnotering (week 1 t/m 32): 23-01-2021 t/m 28-08-2021 Hitnotering (week 33): 15-01-2022 | Hitnotering (week 1 t/m 32): 23-01-2021 t/m 28-08-2021 Hitnotering (week 33): 15-01-2022 | Hitnotering (week 1 t/m 32): 23-01-2021 t/m 28-08-2021 Hitnotering (week 33): 15-01-2022 |
| Week:                                                                                    | 1                                                                                        | 2                                                                                        | 3                                                                                        | 4                                                                                        | 5                                                                                        | 6                                                                                        | 7                                                                                        | 8                                                                                        | 9                                                                                        | 10                                                                                       | 11                                                                                       | 12                                                                                       | 13                                                                                       | 14                                                                                       | 15                                                                                       | 16                                                                                       | 17                                                                                       | 18                                                                                       |
| ---------------------------------------------------------------------------------------- | ---------------------------------------------------------------------------------------- | ---------------------------------------------------------------------------------------- | ---------------------------------------------------------------------------------------- | ---------------------------------------------------------------------------------------- | ---------------------------------------------------------------------------------------- | ---------------------------------------------------------------------------------------- | ---------------------------------------------------------------------------------------- | ---------------------------------------------------------------------------------------- | ---------------------------------------------------------------------------------------- | ---------------------------------------------------------------------------------------- | ---------------------------------------------------------------------------------------- | ---------------------------------------------------------------------------------------- | ---------------------------------------------------------------------------------------- | ---------------------------------------------------------------------------------------- | ---------------------------------------------------------------------------------------- | ---------------------------------------------------------------------------------------- | ---------------------------------------------------------------------------------------- | ---------------------------------------------------------------------------------------- |
| Positie:                                                                                 | 13                                                                                       | 9                                                                                        | 5                                                                                        | 5                                                                                        | 6                                                                                        | 6                                                                                        | 8                                                                                        | 9                                                                                        | 10                                                                                       | 11                                                                                       | 8                                                                                        | 10                                                                                       | 11                                                                                       | 11                                                                                       | 12                                                                                       | 15                                                                                       | 16                                                                                       | 21                                                                                       |
| Week:                                                                                    | 19                                                                                       | 20                                                                                       | 21                                                                                       | 22                                                                                       | 23                                                                                       | 24                                                                                       | 25                                                                                       | 26                                                                                       | 27                                                                                       | 28                                                                                       | 29                                                                                       | 30                                                                                       | 31                                                                                       | 32                                                                                       |                                                                                          | 33                                                                                       |                                                                                          |                                                                                          |
| Positie:                                                                                 | 32                                                                                       | 26                                                                                       | 30                                                                                       | 37                                                                                       | 43                                                                                       | 52                                                                                       | 62                                                                                       | 69                                                                                       | 78                                                                                       | 74                                                                                       | 82                                                                                       | 81                                                                                       | 90                                                                                       | 98                                                                                       | uit                                                                                      | 98                                                                                       | uit                                                                                      |                                                                                          |

### NPO Radio 2 Top 2000
| Nummer met noteringen in de NPO Radio 2 Top 2000 | '22 | '23 | '24  |
| ------------------------------------------------ | --- | --- | ---- |
| Als ik je weer zie                               | 763 | 649 | 1412 |

1. ↑  Een vetgedrukt getal geeft de hoogste notering aan.
2. ↑  2022 was het eerste jaar met een notering voor dit nummer.